# バシリスの娘
『バシリスの娘』（バシリスのむすめ、The Girl is Attracted to Basilis）は、さいとうちほによる日本の漫画作品。
『プチコミック』（小学館）で連載されていた。単行本は全4巻、文庫版全2巻。

## あらすじ
大正14年、北軽井沢。
翠川子爵邸の馬番の娘・もみじは、誰も乗りこなすことのできない駿馬バシリスを乗りこなしていた。バシリスを駆っていたある日、子爵家の淡（あわ）と再会したもみじはたちまち恋に落ちる。2人の幸せな瞬間はしかし、淡の事故死で終わりを遂げてしまう。
そして、舞台は1997年の現代へ。
もみじの曾孫・和泉朱夏は、彫刻家の卵。いつかバシリスの像を作り上げ、富と名声を得るという野望を抱いていた。

## 登場人物
和泉 朱夏（いずみ しゅか）
22歳。もみじ・淡の曾孫。彫刻家の卵。志方に彫刻のことも女としての生き方も学んだ。
翠川 流都（みどりかわ りゅうと）
ホテル・バシリスのオーナー。淡と正妻の孫。体が弱い。
志方 恒（しかた こう）
38歳。世界的に有名な彫刻家。アルコール依存症。
翠川 一馬（みどりかわ かずま）
流都の甥。志方を一方的に師と仰ぐ。
和泉 日輪（いずみ ひわ）
もみじ・淡の娘、朱夏の祖母。愛煙家。
和泉 灯（いずみ あかり）
日輪の娘。朱夏を産んで間もなく亡くなった。
藍田 瑠璃（あいだ るり）
流都のいとこで婚約者。
里見 宗光（さとみ むねみつ）
流都の秘書。藍田家のスパイだが、流都のことを第一に考える。
もみじ
翠川子爵邸の馬番の娘。曰わく「馬番ではなく調教師」。
翠川 淡（みどりかわ あわ）
翠川子爵の甥。父親は外国人らしい。妻子を残して単身やって来た別荘でもみじと再会し、恋に落ちる。
翠川 竜介（みどりかわ りゅうすけ）
子爵。淡の伯父。
バシリス
1920年、翠川竜介がイタリアで買ってきた駿馬。イギリスで3つのダービーを制した記録を持つ。バシリスとは、ギリシャ語で「王女」という意味。

## 書誌情報
さいとうちほ 『バシリスの娘』
| - 小学館〈フラワーコミックス〉 全4巻 1. 1998年4月23日発売、ISBN 4-09-136707-0 2. 1998年9月26日発売、ISBN 4-09-136708-9 3. 1999年1月26日発売、ISBN 4-09-136709-7 4. 1999年5月26日発売、ISBN 4-09-136710-0 | - 小学館〈小学館コミック文庫〉 全2巻 1. 2004年5月15日発売、ISBN 4-09-191524-8 2. 2004年5月15日発売、ISBN 4-09-191525-6 |